# Gastrotrypes caudatus
Gastrotrypes caudatus är en stekelart som beskrevs av Charles Thomas Brues 1922. Gastrotrypes caudatus ingår i släktet Gastrotrypes och familjen gallmyggesteklar. Inga underarter finns listade i Catalogue of Life.